# Astaena nitens
Astaena nitens är en skalbaggsart som beskrevs av Frey 1976. Astaena nitens ingår i släktet Astaena och familjen Melolonthidae. Inga underarter finns listade.